# ヘレフォード種
ヘレフォード（Hereford）は、牛の品種のひとつ。肉牛として飼育される。
英国イングランド北西部のヘレフォードシャー原産で、丈夫で飼いやすい為に広く世界に分布しており、各国で在来種の改良に用いられてきた。

## 身体・特徴

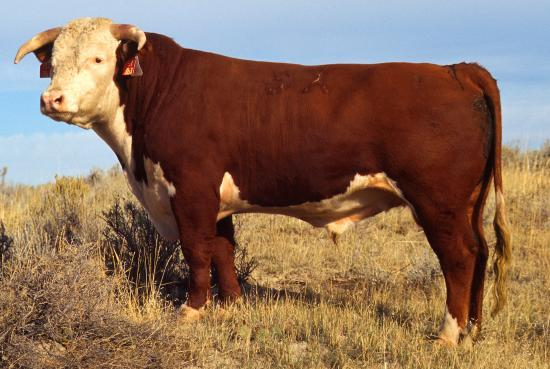
ヘレフォード（オス）

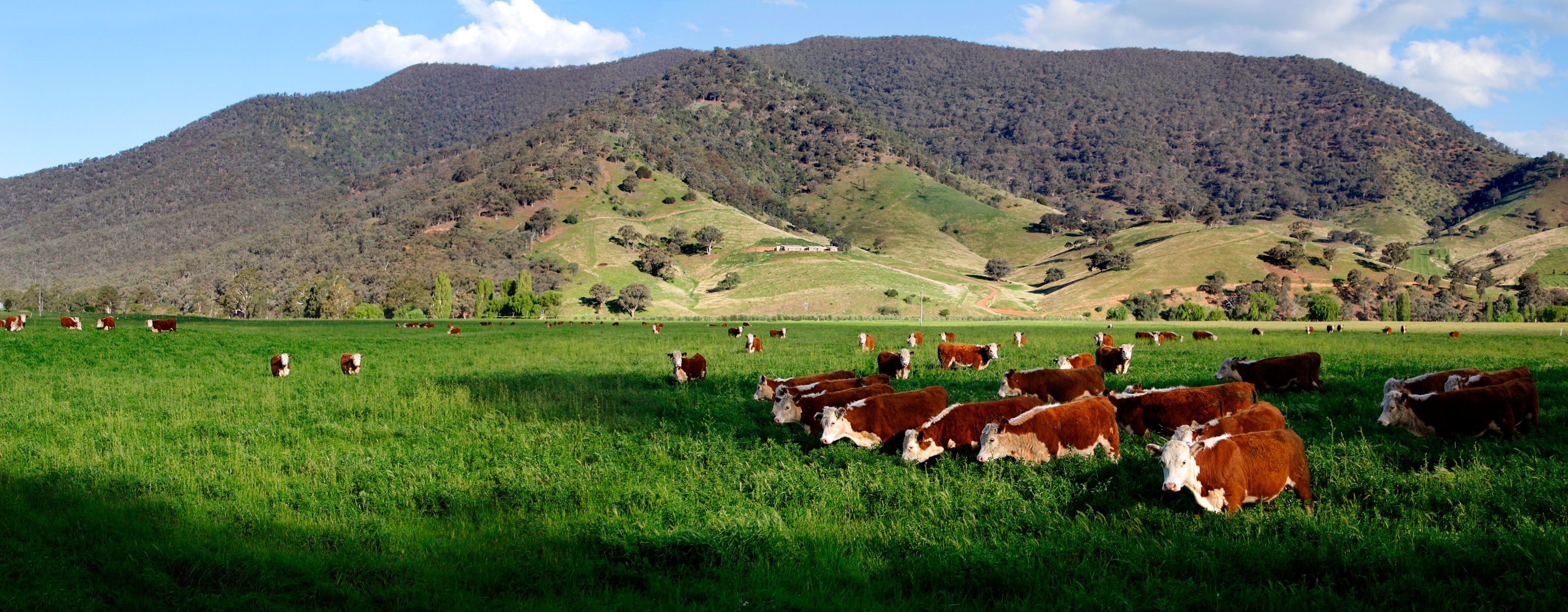
草原のヘレフォード

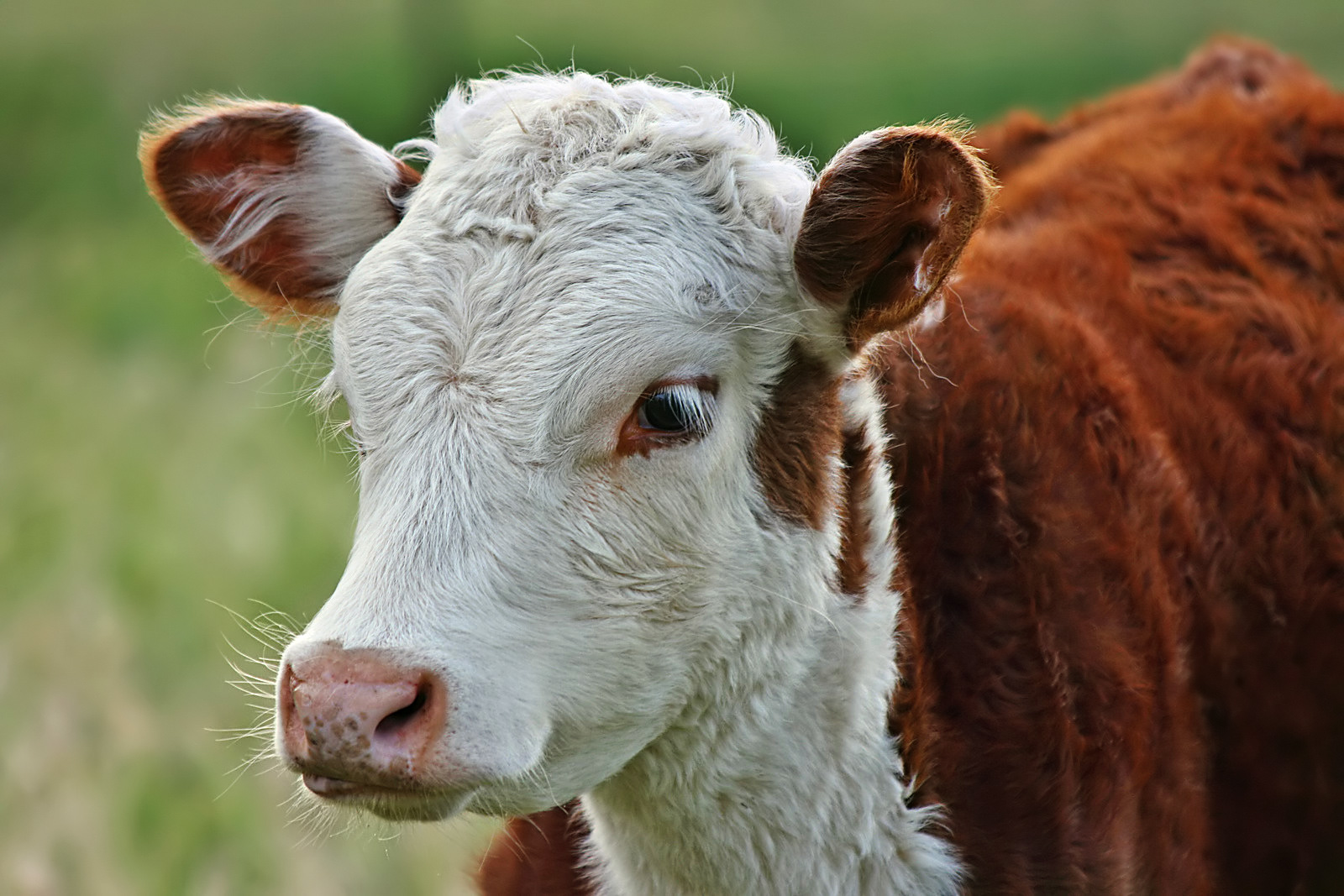
ヘレフォード種の子牛（オーストラリア　ビクトリア州）

毛色は濃褐色で白面斑が頸、背、胸にまで広がる。斑は優性で、在来種とのF1に必ず現れるので一見改良の実が上がったように思われ、歓迎される。体型はショートホーン等に比べ肢が長く体型も大きい。雌の標準で132cm、600kg(雄で150cm、1000kg)。産肉能力は、1日増体量1000g、枝肉歩留65%。耐暑性、耐病性が高く、放牧に適し、環境条件の悪いアメリカ南部やオーストラリアの中部・北部では主流を成す。
肉質は、赤身が多く脂身が少ないことが特徴。

## 日本国内での考察
第二次世界大戦後まもなく八ヶ岳のキープ協会清里農林センター高冷地実験農場にアメリカから入り、さらに1961年(昭和36年)北海道・青森にアメリカから入れられ、2500頭まで増えたと報告されている。